# Iulia Dascălu
Iulia Dascălu (n. 17 aprilie 1967) este o profesoară de istorie și specialistă în asigurări din Republica Moldova, deputat în legislatura a 2021-2025 a Parlamentului Republicii Moldova, reprezentantă a Partidului Acțiune și Solidaritate (PAS).

## Biografie
Dascălu a făcut studii pedagogice și a avut funcții de conducere în diferite companii de asigurări.

### Activitate politică
A candidat cu numărul 56 pe lista Partidului Acțiune și Solidaritate la alegerile parlamentare din 2021. PAS a obținut 63 de mandate, astfel încât Dascălu a acces în Parlament.